# LSV Gütersloh
Der Luftwaffen-Sportverein Gütersloh (kurz LSV Gütersloh) war ein Sportverein aus Gütersloh. Die erste Fußballmannschaft nahm einmal am Wettbewerb um den Tschammerpokal teil, der ein Vorgänger des DFB-Pokals war. Die Handballmannschaft spielte in der erstklassigen Gauliga Westfalen.

## Geschichte
Über die Gründung bzw. Entstehung des Vereins ist nichts bekannt. Die Mitglieder rekrutierten sich aus den Angehörigen der Luftwaffe, die im Umfeld des ortsansässigen Fliegerhorst stationiert waren. Mit dem Ende des Zweiten Weltkrieges wurde der LSV Gütersloh aufgelöst.

### Fußball
Im Jahre 1942 sorgten die Gütersloher Fußballer in der dritten westfälischen Qualifikationsrunde für den Tschammerpokal für Aufsehen, als sie den Gauligisten Borussia Dortmund mit 4:1 schlugen und sich für den Wettbewerb auf Reichsebene qualifizieren konnten. Dort trafen die Gütersloher in der ersten Runde auf den Gauligisten Arminia Bielefeld und verloren auf der Bielefelder Alm deutlich mit 0:4. Über weitere sportliche Erfolge ist nicht bekannt. 

### Handball
Die Handballer stiegen im Jahre 1940 in die Gauliga Westfalen auf und wurden dort 1941 und 1942 jeweils Vizemeister der Gruppe Nord hinter dem MSV Hindenburg Minden. 1944 wurden die Gütersloher dann Meister der Staffel und trafen in den Endspielen um die Gaumeisterschaft auf den PSV Recklinghausen. Nachdem beide Mannschaften ihr jeweiliges Heimspiel gewannen, wurde ein Entscheidungsspiel im neutralen Hamm angesetzt, dass die Gütersloher mit 4:7 verloren.